# Кристоф I (Ортенбург)
Кристоф I (на немски: Christoph I) е имперски граф на имперското графство Ортенбург от 1524 до 1551 г. след брат му Улрих II.

## Биография
Роден е през 1480 година. Той е седмото дете на граф Себастиан I фон Ортенбург и Мария фон Нойбург.
От 26 февруари 1508 до 1514 г. Кристоф служи като съветник при херцозите на Бавария – Албрехт IV, Вилхелм IV и Лудвиг X. Така той прекарва повечето време от живота си в Мюнхен.
През 1515 г. Кристоф се жени за Анна Холуп цу Матигхофен и Нойдек, дъщеря наследничка на бохемския рицар Фридрих фон Холуп цу Матигхофен и Нойдек († 1517). През 1517 г. те го наследяват, а през 1525 г. нейната майка Асра фрайин фон Фрайберг.
След смъртта на по-големия му брат Улрих II през 1524 г., Кристоф става управляващ имперски граф на Ортенбург. Официално е признат на 10 ноември 1526 г. от император Карл V.
През 1538 г. Кристоф заедно с втората си съпруга приемат евангелийската вяра.
Кристоф умира на 70 години на 22 април 1551 г. в Матигхофен и е погребан там в манастирската църква. Голяма част от собствеността му отива на неговия син, който го последва като имперски граф.

## Бракове и деца
Първи брак: за Анна Холуб цу Матигхофен и Нойдек († 5 май 1525), имат един син:
- Йохан (*/† 1515 в Матигхофен)

Втори брак: за Анна фрайин фон Фирмиан († 16 април 1543), имат един син:
- Йоахим I (* 6 септември 1530 в Матигхофен, † 19 март 1600 в Нюрнберг), граф на Ортенбург, ∞ Урсула графиня Фугер (* 21 април 1530, † 7 септември 1570, Ортенбург), ∞ Луция фрайин цу Лимпург (* 23 ноември 1550, Гайлдорф, † 9 февруари 1626, замък Нов-Ортенбург, Ортенбург)

## Галерия
- Дворец Нойдек в Бавария (1723)
- Стъклен прозорец в евангелийската Маркт-църква за граф Кристоф и двете му съпруги Анна Холуб цу Матигхофен и Нойдек и Анна фон Фирмиан, поставен през 1574 г. от Йоахим